# Beyerita
La beyerita es un mineral, carbonato de bismuto y calcio, descrita a partir de ejemplatres obtenidos en una mina no precisada del distrito minero de Schneeberg, en Sajonia (Alemania). El nombre es un homenaje a Adolph Beyer (1743-1805), ingeniero de minas de Schneeberg que descubrió la existencia en la naturaleza de un carbonato de bismuto, la bismutita.

## Propiedades físicas y químicas
La beyerita es un carbonato de bismuto y calcio, con un aspecto muy semejante a la bismutita y a la kettnerita, esferillas formadas por la asociación divergente de microcristales laminares, con la cara {001} como dominante, con el contorno formado por caras de  {111},e un tamaño inferior el medio milímetro. Es de color amarillento de diversos tonos, o blanco grisáceo. Es soluble fácilmente en ácidos, con efervescencia debida al desprendimiento de CO2. A veces contiene algo de plomo. La diferencia estructural entre la bismutita y la beyerita fue confirmada por Grice en 2002.

## Yacimientos
La beyerita es un mineral secundario de bismuto, producido por la alteración del bismuto nativo o de la bismutina, presente especialmente en pegmatitas graníticas y en filones hidrotermales de cuarzo. Se encuentra asociado a estos minerales, y también a bismutita y bismita. Se conoce en alrededor de un centenar de localidades, especialmente en Alemania. En España son particularmente interesantes los ejemplares encontrados en la mina de oro de El Valle-Boinás, en Belmonte de Miranda (Asturias).